# Alien Love Secrets
Alien Love Secrets es un EP del guitarrista estadounidense Steve Vai lanzado en 1995. Pese a no ser un disco de larga duración, es uno de los más famosos y aclamados del guitarrista.
Fue compuesto, arreglado, producido y grabado por Steve en el lapso de seis semanas. Se trata de un álbum instrumental integrado por siete temas de rock. Steve Vai había formado una nueva banda integrada por él en la guitarra, Tony Pimental en el bajo, (aunque luego Scott Thunes lo reemplazaría), Will Ryley en los teclados y en la batería Chris Frazier. Este álbum fue lanzado centralmente para saciar las ansias de los fanes que veían cómo el proyecto Fire Coma (luego convertido en el álbum Fire Garden) se retrasaba continuamente. Por esta razón la estructura es quizás más simple que en álbumes anteriores: sólo batería, bajo, guitarra y unos pequeños pasajes de teclados. 

## Listado de canciones
Todas las canciones escritas y compuestas por Steve Vai. 
| N.º   | Título                                        | Duración |  |
| 1.    | «Bad horsie»                                  | 5:50     |  |
| 2.    | «Juice»                                       | 3:44     |  |
| 3.    | «Die to live»                                 | 3:53     |  |
| 4.    | «The Boy From Seattle»                        | 5:04     |  |
| 5.    | «Ya-Yo Gakk»                                  | 2:52     |  |
| 6.    | «Kill the guy with the ball / The God eaters» | 7:02     |  |
| 7.    | «Tender Surrender»                            | 5:01     |  |
| 33:34 |                                               |          |  |

## Personal
- David Bett - Dirección de Arte
- Sergio Buss - Asistente de ingeniero
- Deen Castronovo - Batería
- Desmond Child - Dirección de arte
- Bernie Grundman - Masterización
- Tommy Mars - Órgano
- Steve Vai - Bajo, Guitarra, Teclados, Productor, Ingeniero, Programador de Batería, Director de Arte
- Neil Zlozower - Fotografía, Portada